# ポリノイリジンアルデヒトエステラーゼ
ポリノイリジンアルデヒトエステラーゼ (polyneuridine-aldehyde esterase, EC 3.1.1.78) は、次の化学反応を触媒する酵素である。
ポリノイリジンアルデヒト + H2O {\displaystyle \rightleftharpoons } 16-エピベロシミン + CO2 + メタノール
したがって、この酵素の基質はポリノイリジンアルデヒトと水、生成物は16-エピベロシミンとメタノールである。
この酵素は加水分解酵素に属し、特にカルボン酸エステルに作用する。系統名はpolyneuridine aldehyde hydrolase (decarboxylating)で、別名にはpolyneuridine aldehyde esteraseおよびPNAEがある。この酵素はインドールとトコンアルカロイド生合成に加わっている。